# Club Balonmano Femenino Elda
Club Balonmano Femenino Elda ist der Name eines spanischen Vereins für Frauen-Handball. Er ist in Elda beheimatet. Der Verein spielte auch unter den Namen Alsa Elda Prestigio, Orsan Elda Prestigio, Prosalia Elda Prestigio und Balonmano Elda Prestigio.

## Geschichte
In den 1980er Jahren war der Handball im Schulsport populär geworden, so dass der Stadtrat im Jahr 1985 einen Verein für Nachwuchsteams gründete. Diese Nachwuchsmannschaften waren auch landesweit erfolgreich. Im Jahr 1992 stieg der Verein in die División de Honor, die erste spanischen Liga, auf. Dieser Liga gehörte der Verein bis 2012 an.
Im Jahr 1999 wurde erstmals die spanische Meisterschaft gewonnen. Im Jahr 2002 konnte der Verein erstmals die Copa de la Reina, den spanischen Pokalwettbewerb, gewinnen. 2004 gelang auch der Gewinn der Supercopa de España, des Supercups Spaniens.
Wegen wirtschaftlicher Schwierigkeiten wurde der Verein nach der Erstliga-Spielzeit 2012/2013 in die dritte spanische Liga relegiert. Aus dieser gelang dem Verein im Jahr 2014 der Aufstieg in die zweite Liga. In der Saison 2022/2023 spielte der Verein in der neuen División de Honor Oro, aus der er im Jahr 2023 in die erste Liga aufstieg.
International nahm die Mannschaft am europäischen Vereinswettbewerben teil, so an der EHF Champions League und am EHF-Pokal. Das Team erreichte in der Spielzeit 2009/2010 das Finale des EHF-Pokals.

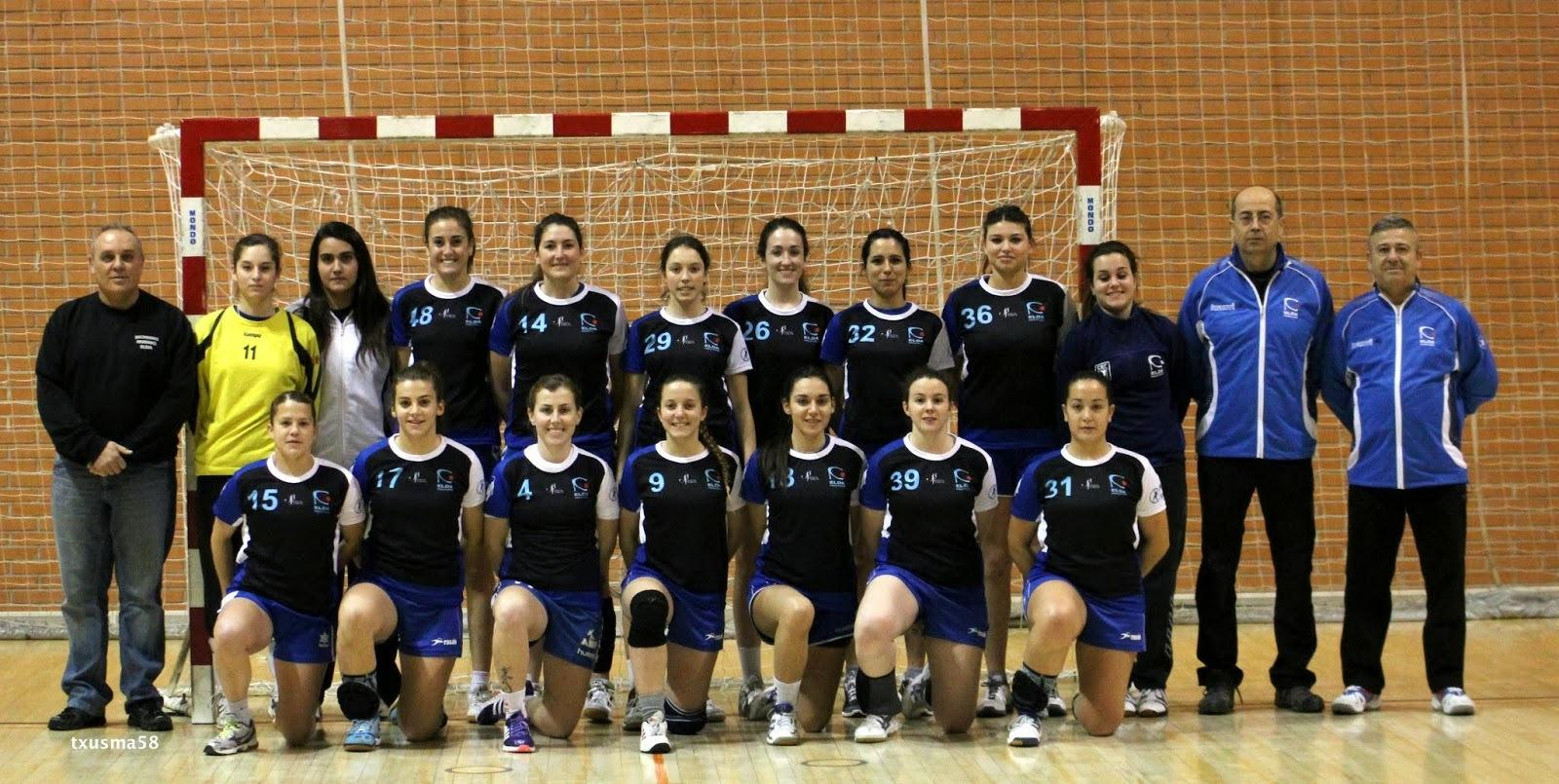
Das Team im Mai 2014

## Erfolge
- 4 × Gewinn der spanischen Meisterschaft (1999, 2003, 2004, 2008)
- 2 × Gewinn des spanischen Pokalwettbewerbs (2002, 2005)
- 2 × Gewinn des spanischen Supercups (2004, 2008)
- 1 × Gewinn der Copa ABF (2004)

## Trainer
Ab 2014 war Vanesa Amorós, die zuvor auch beim Verein gespielt hatte, als Handballtrainerin bei Elda Prestigio; ab November 2023 übernahm sie die erste Mannschaft des Vereins. Anfang Februar 2025 trennte sich der Verein von Amorós, ihr Nachfolger wurde kurzzeitig José Miguel Cantos. José Ignacio Prades, der schon zwischen 2010 und 2012 Trainer in Elda war, übernahm am 13. Februar 2025 das Traineramt beim Verein.